# Allons réveiller le soleil
Vamos Aquecer o Sol
Allons réveiller le soleil est un roman pour la jeunesse écrit par l'auteur brésilien José Mauro de Vasconcelos et publié en 1974 sous son titre original, Vamos Aquecer o Sol. Cet ouvrage, qui est la suite du best-seller Mon bel oranger, reprend le personnage de Zézé, un jeune adolescent brésilien pauvre. L'œuvre, comme Mon bel oranger, a connu un franc succès. 